# Regionalpark Krekenava

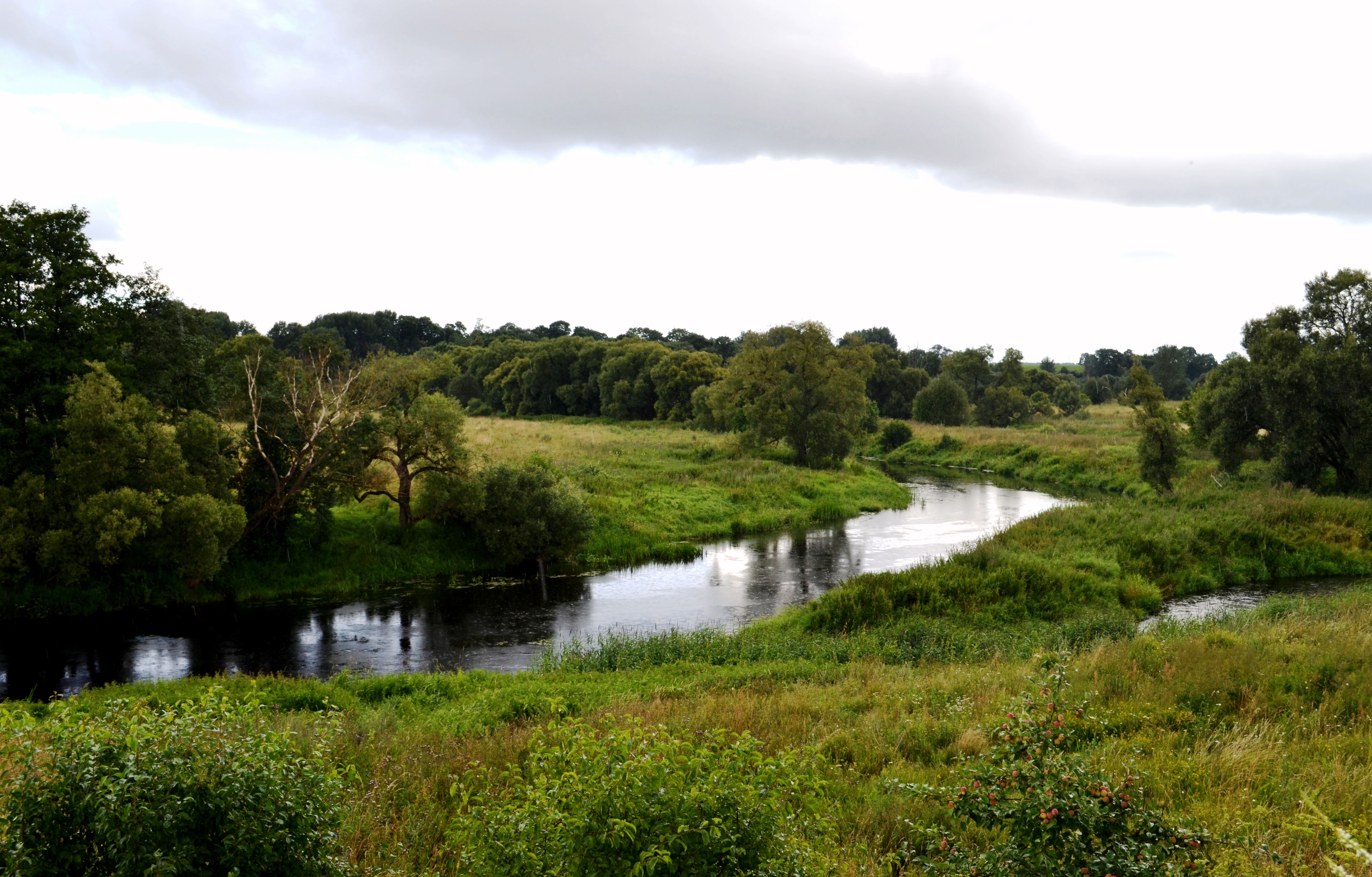
Nevėžis bei Gringaliai

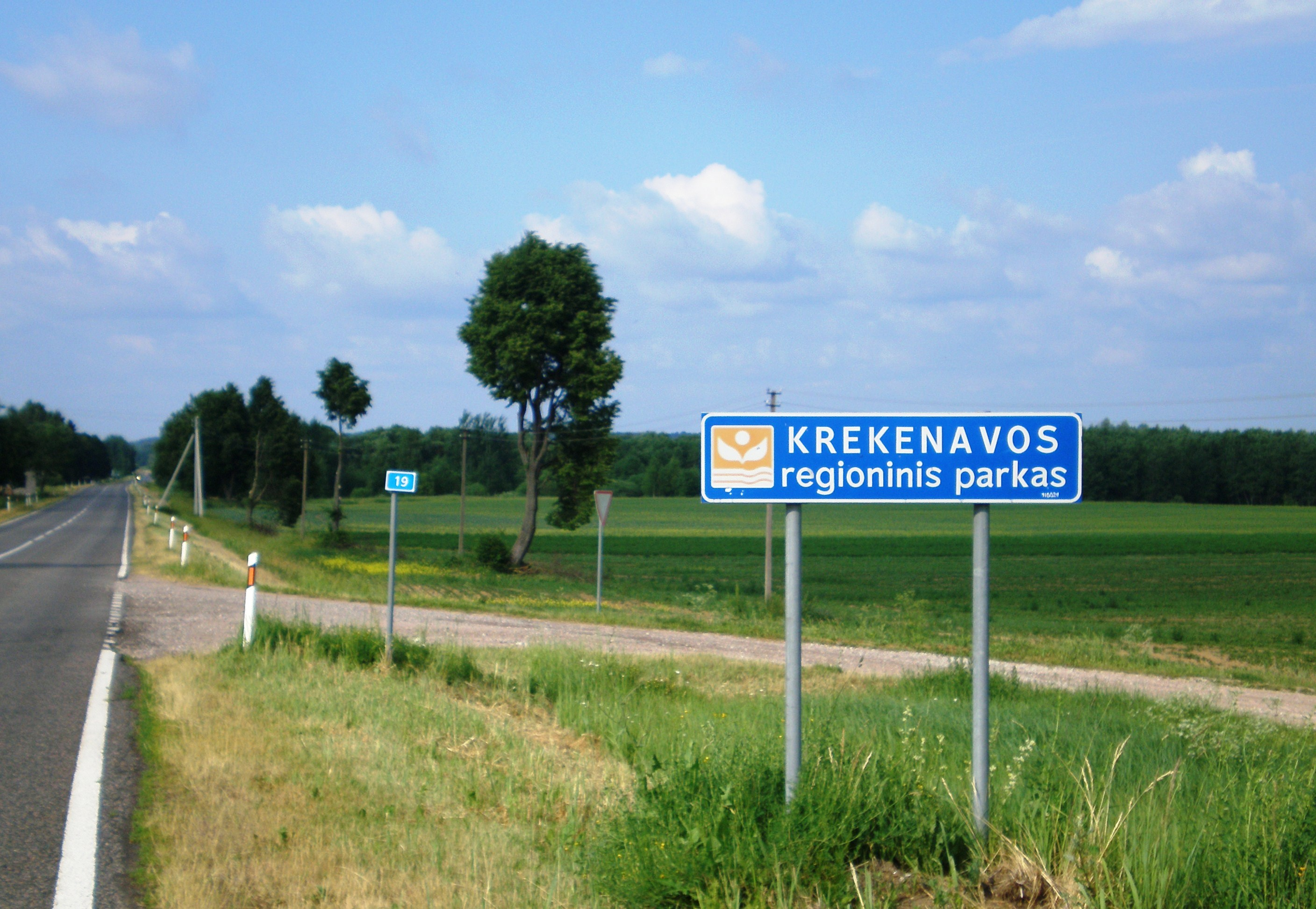
Einfahrt bei Surviliškis

Der Regionalpark Krekenava ist ein Regionalpark in der Rajongemeinde Panevėžys und Rajongemeinde Kėdainiai, Litauen. Er wurde am 24. September 1992 errichtet. Geschützt wird Tal des Nevėžis, die Landschaft mit ihren natürlichen Ökosystemen und Kulturerbe. Das Territorium beträgt 11.968 ha. Die Verwaltung des Regionalparks befindet sich in Krekenava.
Die Wälder betragen 43 %, Gewässer 16 %, Moor 3 %, Landwirtschaftsgebiete 33 %, Siedlungen 3 %.
Besonders bekannt ist der Park für die 82 Wisente, die dort leben (Stand 2014).